# Michael Johnson (calciatore 1988)
Michael Johnson (Urmston, 24 febbraio 1988) è un ex calciatore inglese, di ruolo centrocampista.

## Caratteristiche tecniche
Centrocampista difensivo di ruolo, talvolta ha ricoperto anche la posizione di interno di centrocampo.

## Carriera

### Club
Cresciuto nelle giovanili di Feyenoord ed Everton, nel 2004 è stato acquistato dal Manchester City, all'età di sedici anni. Dopo due stagioni nell'academy dei Citizens, nel 2006 è stato promosso in prima squadra; nell'agosto del 2007 ha rinnovato il suo contratto con il City fino al 2011.
Il 21 ottobre 2006 ha fatto il suo esordio in Premier League, nella sconfitta del Manchester City per 0-4 contro il Wigan. Il 15 agosto 2007 ha segnato il suo primo gol in massima serie, risultando decisivo nella vittoria per 1-0 contro il Derby County al City of Manchester Stadium. Nella stagione 2008-2009 ha debuttato nelle competizioni europee: il 17 luglio 2008 ha infatti disputato la sua prima partita di Coppa UEFA, nella partita vinta per 2-0 sul campo dell'EB/Streymur. Il 24 settembre seguente, durante una partita di League Cup contro il Brighton (2-2), è stato vittima di un grave infortunio all'inguine che lo ha tenuto lontano dai campi per quasi un anno. È tornato a giocare il 28 settembre 2009, nella vittoria per 3-1 contro il West Ham, subentrando a Gareth Barry al 90º minuto. Il 28 ottobre ha segnato un gol nella partita di League Cup vinta per 5-1 contro lo Scunthorpe. Il 10 dicembre, durante un allenamento, ha subìto un duro infortunio al ginocchio destro che lo ha costretto a saltare tutta la seconda parte della stagione 2009-2010. In questo periodo ha iniziato a soffrire di alcolismo e depressione. Nella stagione 2010-2011 non è stato inserito nella lista della prima squadra.
Il 28 luglio 2011 è passato in prestito al Leicester City, squadra militante nel Championship (seconda divisione inglese); qui ha ritrovato Sven-Göran Eriksson, suo allenatore al Manchester City nella stagione 2007-2008. Con la maglia dei Foxes ha però giocato solamente nove partite tra campionato e League Cup, senza mai andare a segno.
Tornato al Manchester City dopo il prestito al Leicester, non è stato inserito nella lista della prima squadra valida per la Premier League. Il 25 dicembre 2012 è stata formalizzata la rescissione del contratto che lo legava ai Citizens fino al 2014. Qualche giorno più tardi il giocatore ha annunciato il suo ritiro dal calcio giocato, a causa dei continui problemi di alcolismo e depressione.

### Nazionale
Ha fatto parte della Nazionale inglese Under-19 e della Nazionale inglese Under-21.

## Statistiche
| Stagione               | Squadra                | Campionato             | Campionato | Campionato | Coppe nazionali | Coppe nazionali | Coppe nazionali | Coppe internazionali | Coppe internazionali | Coppe internazionali | Altre coppe | Altre coppe | Altre coppe | Totale | Totale |
| Stagione               | Squadra                | Comp.                  | Pres.      | Reti       | Comp.           | Pres.           | Reti            | Comp.                | Pres.                | Reti                 | Comp.       | Pres.       | Reti        | Pres.  | Reti   |
| ---------------------- | ---------------------- | ---------------------- | ---------- | ---------- | --------------- | --------------- | --------------- | -------------------- | -------------------- | -------------------- | ----------- | ----------- | ----------- | ------ | ------ |
| 2006-2007              | Manchester City        | PL                     | 10         | 0          | FACup+CdL       | 0               | 0               | -                    | -                    | -                    | -           | -           | -           | 10     | 0      |
| 2007-2008              | Manchester City        | PL                     | 23         | 2          | FACup+CdL       | 0+2             | 0               | -                    | -                    | -                    | -           | -           | -           | 25     | 2      |
| 2008-2009              | Manchester City        | PL                     | 3          | 0          | FACup+CdL       | 0+1             | 0               | CU                   | 4                    | 0                    | -           | -           | -           | 8      | 0      |
| 2009-2010              | Manchester City        | PL                     | 1          | 0          | FACup+CdL       | 0+1             | 0+1             | -                    | -                    | -                    | -           | -           | -           | 2      | 1      |
| 2010-2011              | Manchester City        | PL                     | 0          | 0          | FACup+CdL       | 0               | 0               | CU                   | 0                    | 0                    | -           | -           | -           | 0      | 0      |
| 2011-gen. 2012         | Manchester City        | PL                     | 0          | 0          | FACup+CdL       | 0               | 0               | CL                   | 0                    | 0                    | CS          | 0           | 0           | 0      | 0      |
| gen.-giu. 2012         | Leicester City         | FLC                    | 7          | 0          | FACup+CdL       | 0+2             | 0               | -                    | -                    | -                    | -           | -           | -           | 9      | 0      |
| 2012-2013              | Manchester City        | PL                     | 0          | 0          | FACup+CdL       | 0               | 0               | CL                   | 0                    | 0                    | CS          | 0           | 0           | 0      | 0      |
| Totale Manchester City | Totale Manchester City | Totale Manchester City | 37         | 2          |                 | 4               | 1               |                      | 4                    | 0                    |             | 0           | 0           | 45     | 3      |
| Totale carriera        | Totale carriera        | Totale carriera        | 44         | 2          |                 | 6               | 1               |                      | 4                    | 0                    |             | 0           | 0           | 54     | 3      |

## Palmarès
- Coppa d'Inghilterra: 1

Manchester City: 2010-2011
- Community Shield: 1

Manchester City: 2012